# 杨定安
杨定安（1902年4月14日—1982年5月8日），男，湖南长沙（板仓）人，中华人民共和国政治人物，曾任燃料工业部技术监察处电业科科长、华东电业管理局生产技术处处长、工程师，第一、二、三届湖南省全国人大代表，第五、六届河北省全国人大代表，河北省第五、六届人大常委会副主任。

## 生平
1954年，当选第一届全国人民代表大会代表。曾任北京电力学院、华北电力学院教授。